# Strekoza i muravej
Strekoza i muravej (Стрекоза и муравей) è un cortometraggio d'animazione muto russo del 1913 diretto e scritto da Władysław Starewicz. Il soggetto del film è l'omonima favola  del favolista greco Esopo, nella sua traduzione di da Ivan Andreevič Krylov. Una copia del film fu regalata ad Alessio Nikolaevič, zarevich di Russia.
Sebbene il titolo russo si traduca letteralmente in "La libellula e la formica", l'insetto raffigurato è una cavalletta; la parola "стрекоза" era utilizzata per entrambe le specie nel XIX secolo, quando fu pubblicato l'adattamento di Krylov.

## Trama
La Formica è impegnata a raccogliere cibo su una carriola, mentre la Cicala non fa altro che suonare il violino, ballare e bere con il suo amico Cervo volante. Ad un certo punto la Cicala addirittura calcia via la Formica mentre questa passa vicino al suo tavolo.
Arriva l'inverno, la Cicala e il Cervo volante non hanno più un posto dove andare né qualcosa da mangiare. Il secondo muore. La Cicala implora la Formica di prenderla con sé e di nutrirla, "solo fino alla primavera". La Formica risponde semplicemente che quando la Cicala avrà finito di piangere potrà andare a ballare ancora. La Formica chiude la porta alla Cicala, che alla fine muore di freddo e di fame.

## Produzione
Il regista per animare degli insetti non più in vita utilizzò la tecnica del fermo-immagine.